# Kultura przedłużycka
Kultura przedłużycka – kultura epoki brązu rozwijająca się w latach 1550–1200 p.n.e. Zaliczana jest do kręgu kultur mogiłowych i kultur pól popielnicowych. Charakteryzuje się szkieletowym i ciałopalnym obrządkiem pogrzebowym oraz usypywaniem nad grobami kurhanów.

## Historia badań nad kulturą przedłużycką
W opracowaniach archeologicznych schyłku XIX i początku XX w. powszechny był pogląd o pustce osadniczej, która miałaby dominować na północ od Karpat w okresie starszej epoki brązu. W wyniku kolejnych znalezisk głównie przedmiotów brązowych, pogląd ten stopniowo rewidowano. Szczytowym osiągnięciem w późniejszym czasie była praca J. Kostrzewskiego, w której, na podstawie licznych materiałów źródłowych pochodzących również z systematycznych badań scharakteryzował rozwój wczesnego i środkowego okresu epoki brązu na ziemiach polskich. W swojej pracy wyróżnił kulturę przedłużycką i stwierdził, że to na jej podłożu wykształciła się kultura łużycka. Badaniem kultury przedłużyckiej na Śląsku w tym samym czasie zajmował się B. von Richthofen, podtrzymał on tezę Kostrzewskiego o genezie kultury łużyckiej, oraz podkreślał, że na ziemiach polskich miała miejsce nieprzerwana kontynuacja. W późniejszych latach J. Kostrzewski ustalił zasięg kultury przedłużyckiej, włączając Pomorze Zachodnie i Środkowe. Stwierdził również, że kultura przedłużycka stanowi kontynuację kultury unietyckiej. Ustalenia J. Kostrzewskiego pozostawały niezmienne do czasów powojennych. Swoje poglądy powielił jeszcze w Pradziejach Wielkopolski i Pradziejach Pomorza. W późniejszym czasie A. Gardawski wyodrębnił w swojej monografii dwie jednostki kultury przedłużyckiej; śląsko-łużycką i wielkopolską. W późniejszym opracowaniu M. Gedl zastosował metodę typologiczną do skonstruowania modelu chronologii względnej i periodyzacji kultury przedłużyckiej, formułując szereg hipotez odnośnie genezy, rozwoju i zaniku kultury przedłużyckiej, jednocześnie poszerzając zasięg jej występowania w oparciu o zaktualizowaną listę stanowisk.

## Geneza
U schyłku I okresu epoki brązu w dorzeczu środkowego Dunaju doszło do znacznych przemian kulturowych, które manifestują się w rozpowszechnieniu charakterystycznego sposobu chowania zmarłych – pod kurhanami. Krąg kultur posługujący się takim obrządkiem został określony jako kultury mogiłowe. Oddziaływania kultur mogiłowych na ziemie polskie przenikały głównie przez kotlinę Karpacką, zauważalne są w zmianie porządku pogrzebowego na terenach Polski oraz powstawaniem obwarowań w kulturze unietyckiej (stanowisko w Bruszczewie) i trzcinieckiej. Transfer nowej idei przypisywany jest ekspansji kultury madziarowskiej, oddziaływania tej jednostki przyczyniły się do powstania nowej, przemieszanej grupy nowocerekwiańskiej na terenie południowego Górnego Śląska. W początkach II okresu epoki brązu następuje zanik kultur wczesnobrązowych. Spowodowane jest to dalszą ekspansją kultur mogiłowych. Wydaje się, że proces ten nie miał charakteru pokojowego, czego dowodzą warstwy spalenizny odnajdywane na stanowiskach kultur wczesnobrązowych. W miejsce kultur I okresu epoki brązu wkraczają grupy kultur mogiłowych, o czym świadczy występowanie kurhanów oraz szpil o główce w kształcie koła i szpil o płaskiej tarczowatej główce. Kultura przedłużycka będąca jedną z grup kręgu mogiłowego występuje w tym czasie na południowym śląsku i jest uchwytna w cmentarzyskach kurhanowych z niewielką ilością przedmiotów brązowych

## Klasyczna faza kultury przedłużyckiej
Szczytowy rozwój kultury przedłużyckiej przypada na II okres epoki brązu. W tym czasie nie zatraciwszy tradycji mogiłowych, stwarza własne elementy lokalne. Zasięg kultury sięga Śląska, Saksonii, Łużyc, Wielkopolski i Kujaw, wraz z wpływami na Pomorze Zachodnie. Kontrowersyjne bywa przypisywanie Pomorza do zasięgu kultury przedłużyckiej. Wnioski J. Kostrzewskiego wydają się jednak błędne, a w nowszych opracowaniach wskazuje się raczej na wytworzenie kultury odmiennej, choć pozostającej pod wpływem kultury przedłużyckiej. Warty zaznaczenia jest również fakt, że nie odnaleziono do tej pory żadnej pracowni odlewniczej kultury przedłużyckiej. Taki stan rzeczy należy łączyć z mobilnością ludności przedłużyckiej i słabym rozpoznaniem stanowisk. Szczególną wagę należy przypisać niepełnemu rozpoznaniu, ponieważ inwentarze przedłużyckie wskazują na rozwiniętą działalność metalurgiczną. Fazy wczesna i klasyczna kultury przedłużyckiej charakteryzują się szkieletowym obrządkiem pogrzebowym. Obrządek ciałopalny zaczyna pojawiać się u schyłku fazy klasycznej. Eksploracja kurhanów w Kietrzu przyniosła informacje o zróżnicowaniu darów grobowych. Na tej podstawie możemy stwierdzić, że kultura przedłużycka nie była egalitarna i prawdopodobnie posiadała starszyznę rodową.

## Młodsza faza kultury przedłużyckiej
Faza młodsza, datowana na schyłek II – początek III okresu epoki brązu obejmuje tereny położone na prawobrzeżnym dorzeczu górnej i środkowej Odry, w części dorzecza Warty i Noteci, teren nad dolną Szprewą. Wydaje się wciąż oddziaływać na kulturę wykształcona na Pomorzu. W fazie tej następują przemiany kulturowe, uchwytne głównie w zmianie obrządku pogrzebowego. Rozprzestrzenia się ciałopalenie. Pojawia się ceramika o cechach wczesnołużyckich, określana guzową. Jednak jak niektórzy badacze uważają, należy przypisać ją działalności kultury łużyckiej. Bogate w znaleziska ceramiczne jest cmentarzysko w Pudliszkach, choć przypisywanie ich kulturze przedłużyckiej wzbudza kontrowersje.

## Obszar występowania i kontekst kulturowy
Ludność tej kultury wywodziła się z dorzecza Dunaju. Z czasem rozprzestrzeniła się i w dorzeczu Odry i Wisły. Kultura ta występowała na terenie Saksonii, Łużyc, Moraw, Śląska, Wielkopolski, Małopolski, Kujaw i Pomorza Zachodniego.

## Obrządek pogrzebowy
Ludność kultury przedłużyckiej we wczesnej fazie kultury praktykowała szkieletowy obrządek kurhanowy. Kurhan składał się z jądra kamiennego oraz pierścieni z kamieni na obwodzie nasypu. Zmarły wyposażony był w przedmioty brązowe, głównie w szpile i bransolety, groty włóczni i strzał. Rzadko spotykano w grobach wyroby kamienne w postaci: grocików strzał, buław oraz toporów. W późnej fazie rozwoju zaczynają się pojawiać groby ciałopalne, co zapewne jest powiązane z szerzeniem się nowych wierzeń pozagrobowych charakterystycznych dla kultur pól popielnicowych. Spalone szczątki składane były początkowo w grobie jamowym, później w popielnicy lub też w trumnie drewnianej. Przedmioty w grobach ciałopalnych były podobne jak w grobach szkieletowych. Występowały także groby płaskie. Groby tego typu zawierały przeważnie pochówek szkieletowy. W ich wnętrzach znajdowały się konstrukcje kamienne, budowane na planie prostokąta, w których składano zwłoki. Nieraz konstrukcje te były znacznych rozmiarów, jak np. w Kleszczewie o wym. 8 × 2 m.

## Osadnictwo
Brak rozpoznania archeologicznego osad kultury przedłużyckiej powoduje problem w nakreśleniu dokładnego charakteru osadnictwa. Strefa osiedlenia odtwarzana jest za pomocą znalezisk luźnych i koncentracji cmentarzysk. Koncentrują się w pasie biegnącym od południa przez Wyżynę Głubczycką i lewobrzeżną cześć Śląska środkowego po linię Noteci na północy. Niewielka ilość znalezisk ceramiki i brak rozpoznanych osad są przesłankami świadczącymi o wysokiej mobilności kultury przedłużyckiej. W związku z tym nie można dokonać dokładnej charakterystyki osadnictwa. Ogólne wnioski, jakie można wysnuć na podstawie koncentracji cmentarzysk i luźnych znalezisk, to przypisanie kulturze przedłużyckiej zajęcia miejsc zamieszkiwanych już w I epoce brązu i wkroczenia na słabsze gleby (być może w wyniku rozwoju demograficznego).

## Gospodarka i społeczeństwo
Mobilność grup kultury przedłużyckiej, wkroczenie na słabsze gleby, ubóstwo ceramiki stanowią podstawę do stwierdzenia, że nader ważną rolę wśród społeczności odgrywał chów zwierząt typu pasterskiego. Istnieje jednak spór; niektórzy badacze sugerują, że ważna w gospodarce kultur I okresu epoki brązu hodowla połączona z uprawą mogłaby również ogrywać dużą rolę w ramach kultury przedłużyckiej, zwłaszcza że w kulturze łużyckiej od początku istnieje taki model gospodarki. W inwentarzach kultury przedłużyckiej nie ma zbyt dużej ilości narzędzi pracy i ciężko wysnuwać na tej podstawie jakiekolwiek wnioski. Metalurgia brązu była rozwinięta, w większości produkowano z surowców importowanych z południa. Nie odkryto do tej pory pracowni odlewniczej, lecz znaleziska kawałków surowca, brązowego złomu i przedmiotów niewykończonych świadczą o istnieniu na obszarze Polski takich obiektów. Ludność kultury przedłużyckiej produkowała również przedmioty kamienne, najczęstszym znaleziskiem są kamienne buławki.

## Wytwórczość metalurgiczna
Choć nie znaleziono jak dotąd form odlewniczych, przedmioty brązowe są bardzo częstym znaleziskiem na stanowiskach tej kultury. Licznie występują szpile brązowe, których można wydzielić kilkanaście typów m.in. o główce wrzecionowatej, kulistej, tarczkowatej, tulejkowatej, czopowatej. Szpile mają długość nieraz kilkudziesięciu centymetrów. Znajdowane są też inne przedmioty takie jak miecze, sztylety, toporki i brzytwy oraz różnorodne ozdoby: naramienniki brązowe, bransolety mankietowate.

## Wytwórczość ceramiczna
Wytwórczość ceramiczna kultury przedłużyckiej jest bardzo słabo rozpoznana, należy wiązać to z faktem, że przedstawiciele tej kultury odznaczali się dużą mobilnością, a darami grobowymi były zazwyczaj przedmioty brązowe. Odnajdowane fragmenty ceramiki przeważnie nie wystarczają do rekonstrukcji wyglądu naczyń. Typową formą ceramiczną, znaną z 65 stanowisk, jest ceramika o zewnętrznej powierzchni chropowaconej z odciskami tekstylnymi. Znaleziska tych wyrobów koncentrują się głównie we Wschodniej i Środkowej Wielkopolsce, oraz na północnym Śląsku. Znaleziska z około dziesięciu stanowisk wskazują na to, że odciski tekstylne nie pokrywały całej powierzchni naczynia, lecz w ten sposób ornamentowano pas na brzuścu. Zdobione w ten sposób formy to naczynia wazowate o baniastym brzuścu z wyodrębnioną szyją, garnki o esowatym profilu, misy profilowane oraz kubki. Datowanie ceramiki o powierzchni chropowaconej, wskazuje na jej popularność w młodszej fazie II epoki brązu. Trend ten utrzymuje się jeszcze w głąb III fazy epoki brązu.
Obok naczyń chropowaconych rozwijają się naczynia niezdobione. Ich podstawowe formy to typy wazowate, misy, kubki i garnki jajowate, lub o esowatym profilu. Naczynia wazowate to w większości formy o baniastym brzuścu i cylindrycznej lub stożkowatej szyjce. Większość wymienionych form ceramicznych niezdobionych została zrekonstruowana na podstawie znalezisk na cmentarzysku w Pudliszkach.
W kulturze przedłużyckiej występują również typowe dla kultury trzcinieckiej formy naczyń o esowatym profilu i zdobieniach poniżej wylewu warstwą plastyczną. Próby kwalifikacji kulturowej tych znalezisk budzą kontrowersje. J. Kostrzewski uważa je za przedłużyckie, A. Gardawski widział w nich wytwory kultury trzcinieckiej (rozszerzając w ten sposób zasięg kultury trzcinieckiej). W związku z takim stanem rzeczy powstają tezy o „strefie przemieszania” w której dochodziłoby do wyjątkowo intensywnej wymiany kulturowej.

## Struktura społeczna
Zagadnienie struktury społecznej w kulturze przedłużyckiej pozostaje słabo rozpoznane, co wynika z niewielkiego przyrostu danych, braku ustaleń płci biologicznej, ograniczonych badań kontekstualnych oraz przewagi ustaleń opartych o chronologię względną. Zróżnicowanie obrzędowości pogrzebowej ze względu na obecność pochówków szkieletowych i ciałopalnych może wskazywać na silne zarysowane różnice między grupami ludzkimi na obszarze występowania kultury przedłużyckiej, podobnie do obecności grobów płaskich i podkurhanowych. Liczebność ozdób brązowych oraz ich różnorodność względem wcześniejszej kultury unietyckiej wskazuje na znaczące zmiany w rozwoju metalurgii i preferencjach społecznych. Zanik wyrobów o charakterze narzędzi może oznaczać, że brązownictwo nabrało charakteru symbolicznego, wykorzystywanego do podkreślenia statusu osób zdolnych do akumulacji znaczącej liczby przedmiotów.